# Lissette Sierra
Lissette Pilar Sierra Ocayo (Arica, Región de Arica y Parinacota; 18 de julio de 1979) es una modelo chilena.

## Biografía
Nació en la ciudad de Arica, Chile. A los 6 años, ella y su familia se fueron a vivir a la ciudad de Santa Cruz de la Sierra en Bolivia, país en que Lissette cursó toda la enseñanza básica. En 1993, Sierra viajó a Alaska por un intercambio de la agencia YFU durante un año. De regreso en Chile, estudió Turismo y Gastronomía.
En 1999 fue elegida Miss Chile para representar a su país en el Miss Mundo que se llevó a cabo en Londres Inglaterra y en la isla de Malta, donde solo llegó a la fase de grupos. Luego de su debut en este certamen de belleza, se radicó definitivamente en Santiago, donde ejerció de modelo y fue rostro de comerciales. Actualmente campañas para la marca de ropa interior Intime.
En 2000 participó en Miss Sudamericana, realizado en Bolivia, donde fue elegida Primera Finalista, superando incluso a Miss Bolivia.
Ha tenido diversas apariciones en televisión; desfiló con trajes de baño en el programa juvenil Mekano, participó en Morandé con Compañía, fue panelista en La Red, tuvo apariciones en Jappening con Ja, entre otros. En enero de 2011 ingresó en el reality show Año 0, donde estuvo 50 días, siendo eliminada por Carla Vargas en duelo de habilidad.
Se presentó como candidata a concejal por Arica en las elecciones municipales de 2012, donde resultó elegida. Asumió el cargo el 6 de diciembre de ese año.
| Predecesor: Daniella Campos Lathrop | Miss Mundo Chile 1999 | Sucesor: Isabel Bawlitza Muñoz |

- Datos: Q2894585